# Phasia jeanneli
Phasia jeanneli là một loài ruồi trong họ Tachinidae.